# میشائل بالاک
میشائیل بالاک (زاده ۲۶ سپتامبر ۱۹۷۶ در گرلیتز، آلمان شرقی) کاپیتان سابق تیم ملی فوتبال آلمان و بازیکن بازنشسته فوتبال می‌باشد.
او که معمولاً در پست هافبک وسط بازی می‌کرد، سابقه بازی در تیم‌های کایزرسلاوترن، بایر لورکوزن، بایرن مونیخ و چلسی انگلستان را دارد و از سال ۲۰۰۴ تا ۲۰۱۰ کاپیتان تیم ملی فوتبال آلمان بود.
او سابقهٔ نایب قهرمانی جهان با تیم ملی فوتبال آلمان در جام جهانی ۲۰۰۲ را دارد. در این جام از بهترین پاسورها بود و بسیار درخشید و در جام جهانی ۲۰۰۶ نیز بسیار خوب کار کرد و توانست در کشور خودش به مقام سوم برسد، همچنین در یورو ۲۰۰۸ با بد شانسی از بدست آوردن جام بازماند.

او یکی از بهترین گلزنان تاریخ تیم ملی آلمان است.  بالاک در دوران اوج  خود همواره  یکی از بهترین  هافبک‌های جهان ونسل  خود  به حساب  می آمد.
او در  جام جهانی ۲۰۰۲  نقش تعیین   کننده  ای در به  فینال  رساندن المان  داشت. این موفقیت ها در جام جهانی فوتبال ۲۰۰۶ تکرار شد  وبا المان  به مقام  سوم  رسید  ودریورو ۲۰۰۸ هم  به نایب قهرمانی  با المان  رسید.
لذا وی در دوران باشگاهیش  هم خوش درخشید  تا جایی که  لورکوزن  را تا فینال جام باشگاه‌های اروپا  یاری رساند  اما  مغلوب  تیم رئال مادرید  شدند

## سابقهٔ بازی

### تیم ملی آلمان
بالاک در هنگام بازیگری در تیم کمنیتس به تیم ملی فوتبال زیر ۲۱ سال آلمان دعوت شد و در ۲۱ مارس ۱۹۹۶ اولین بازی ملی خود را در رده زیر ۲۱ سال در مقابل دانمارک انجام داد و در مجموع برای آن تیم ۱۹ بازی و ۴ گل زد.
اولین دعوت بالاک به تیم ملی بار از سوی برتی فوگتس بود. در آن زمان بالاک در کایزرسلاوترن بازی می‌کرد.
اولین بازی ملی او در ۲۸ آوریل ۱۹۹۹ و زمان مربیگری اریش ریبک انجام شد. در آن روز بالاک مقابل اسکاتلند در دقیقهٔ ۶۰ به جای دیتمارهامان به بازی آمد.
در یورو ۲۰۰۰ بالاک جز تیم ملی فوتبال آلمان بود که بسیار ضعیف نتیجه گرفت و در دور اول حذف شد. بالاک در کل این جام تنها ۶۳ دقیقه به میدان آمد.
در مسابقات مقدماتی جام جهانی ۲۰۰۲ بالاک با بازیسازی خوبش در مرکز زمین خود را به عنوان ستاره تیم ملی کشورش مطرح کرد. او در بازی تک حذفی مقابل اوکراین سه گل به ثمر رساند تا حضور آلمان در این جام تضمین شود.
در جام جهانی ۲۰۰۲ بالاک بسیار خوش درخشید و نقطهٔ اوج فوتبال او رقم خورد. او در این مسابقات در یک چهارم نهایی مقابل آمریکا و در نیمه نهایی مقابل کرهٔ جنوبی تک گل پیروزی بخش تیمش را به ثمر رساند. در بازی مقابل کرهٔ جنوبی بالاک با یک خطای فنی یک خطر مسلم گلزنی را از کره‌ای‌ها گرفت و به همین علت کارت زردی دریافت کرد که او را از حضور در فینال بازداشت. با این حال بالاک در نایب قهرمانی آلمان نقش بسزایی داشت و از بهترین پاسورهای کل بازی‌ها بود.
پس از بازی‌های یورو ۲۰۰۴ و با انتخاب یورگن کلینزمن به جای رودی فولر در سمت مربی تیم ملی فوتبال آلمان، بالاک هم به جای الیور کان کاپیتان تیم ملی شد.
بالاک در بازی‌های دوستانهٔ آماده‌سازی برای جام جهانی ۲۰۰۶ نیز خوب ظاهر شد و در اواخر مارس ۲۰۰۶ گل چهارم را برای آلمان به ثمر رساند تا این تیم آمریکا را ۴–۱ مغلوب کند.
بالاک با ۹۸ بازی ملی، ۴۸ گل به ثمر رسانده‌است. او پیراهن شمارهٔ ۱۳ معروف تیم را به تن می‌کند یعنی همان پیراهنی که قبلاً «رودی فولر» به تن داشته‌است.

### باشگاهی

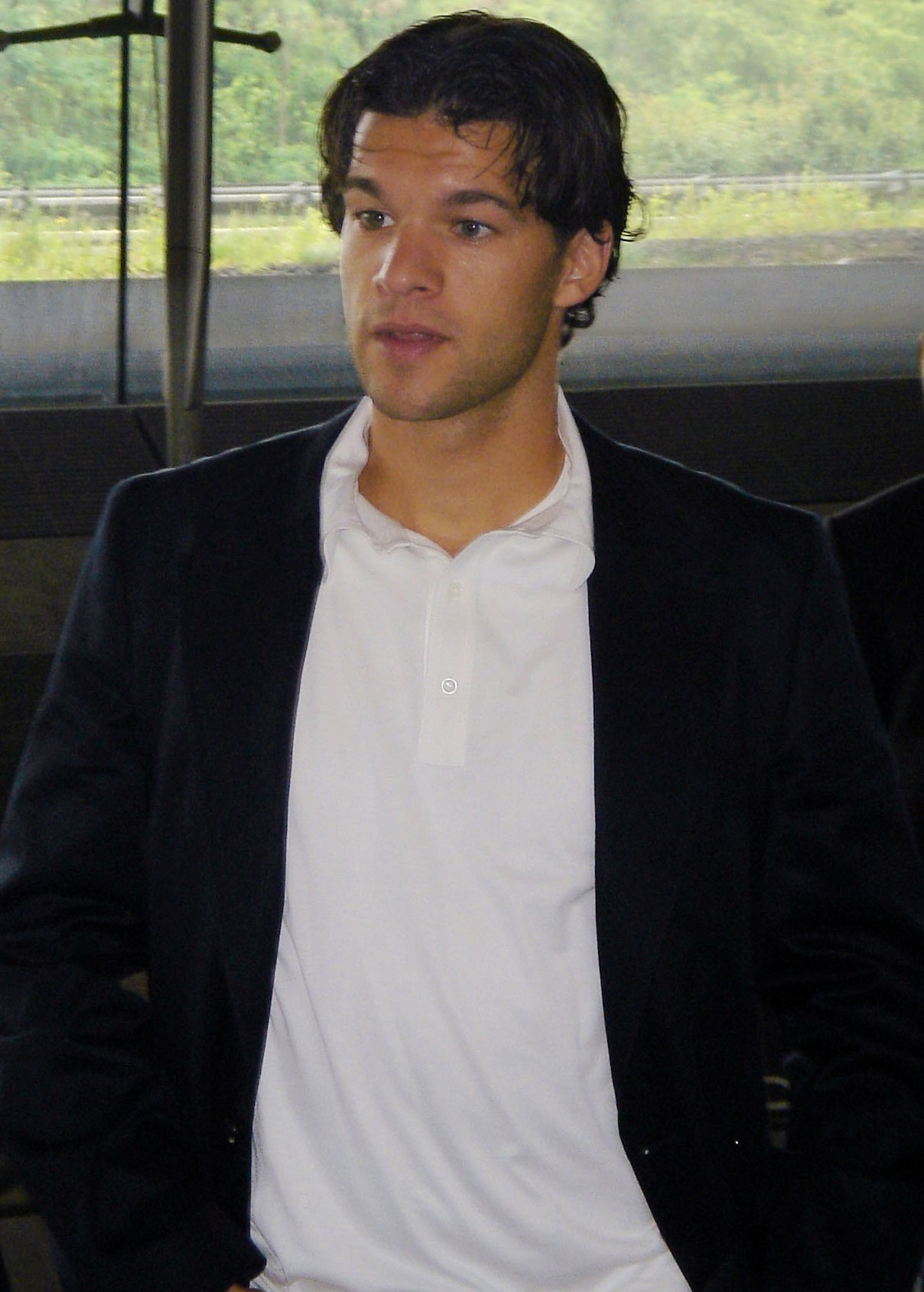
میشائل بالاک

#### آغاز کار و کمنیتزر
میشائل بالاک فوتبال را با تیم کمینتس (آن زمان، کارل-مارکس-اشتادت) آغاز کرد. والدینش او را در هفت سالگی به تمرین این تیم فرستادند و او در همان نگاه اول چشم مربی وقت، استفن هانیش، (که خود از بازی‌کنان دستهٔ دوم آلمان شرقی بود) را گرفت. قابلیت بازی با دوپای بالاک از مهم‌ترین خاصیت‌های چشم‌گیر او بود.
بالاک آرام آرام به تیم اصلی راه یافت و در ۴ اکتبر ۱۹۸۳ به میدان آمد و در پیروزی دو بر یک تیمش مقابل موتور آسکونای کارل-مارکس-اشتادت شرکت داشت. بالاک مدام پیشرفت می‌کرد و مخصوصاً به قابلیت گلزنی‌اش اضافه می‌شد. او در فصل سوم حضورش ۵۷ گل در ۱۶ بازی به ثمر رساند. او تنها ده سال داشت که به باشگاه بزرگ‌تری راه پیدا کرد؛ یعنی باشگاه کارل-مارکس-اشتادت که بعدها به کمنیتزر تغییر نام داد.
بالاک در تیم جدیدش تحت نظر مربیانی همچون یورگن هابربر و ابرهارد شوستر بود و به همراه این تیم به افتخاراتی نیز نایل آمد از جمله قهرمانی ایالت ساکسونی در ۱۹۹۱ و قهرمانی مسابقات زیر ۱۹ سال کل آلمان در ۱۹۹۴.
در ۱۹۹۵ بالاک برای اولین بار قراردادی امضا کرد و به خاطر قابلیت‌های خاصش به یاد فرانس بکن‌باوئر به «قیصر کوچک» معروف شد. او در ۴ اوت ۱۹۹۵ برای اولین بار در یک بازی حرفه‌ای بزرگسالان در اوبرلیگا (دستهٔ دوم) مقابل لیپزیگ به میدان آمد اما کمنیتزر در این بازی ۲–۱ شکست خورد. در این فصل بالاک ۱۵ بار برای تیمش به میدان آمد اما گمنیتز نهایتاً به دستهٔ پایین‌تر سقوط کرد. با این حال این فصل برای بالاک فصل موفقی بود زیرا او در ۲۶ مارس ۱۹۹۶ در تیم ملی فوتبال زیر ۲۱ سال آلمان به میدان آمد.
در فصل بعدی بالاک جز ترکیب ثابت کمنیتزر شد و در درخشش دوبارهٔ این تیم نقش داشت. او در تمام بازی‌ها به میدان آمد و ده گل به ثمر رساند. کمنیتزر نتوانست به دستهٔ بالاتر برگردد اما در تابستان ۱۹۹۷ بالاک به کایزرسلاترنی پیوست که تازه به بوندسلیگا برگشته بود.

#### کایزرسلاوترن
بازی‌های خوب بالاک در کمنیتزر و تیم ملی زیر ۲۱ سال مربی وقت کایزرسلاوترن، اتو ریهاگل، را بر آن داشت تا او را خریداری کند. باشگاه فوتبال کایزرسلاوترن تازه به بوندسلیگا برگشته بود و این موقعیت خوبی برای بالاک بود.
در هفتمین بازی فصل در بازی دور از خانه مقابل کارلسروهه، ریهاگل تصمیم گرفت بالاک جوان را برای اولین بار به میدان بفرستد و این اولین بازی وی در بوندسلیگا بود. گرچه او تنها در پنج دقیقهٔ آخر بازی به میدان آمد. در ۲۸ مارس ۱۹۹۸ بالاک برای اولین بار در ترکیب ابتدایی تیم قرار گرفت. بازی مقابل بایر لورکوزن بود و بالاک وظیفهٔ مهار امرسون را به عهده داشت.
بالاک در این فصل جمعاً ۱۶ بار برای تیم جدیدش به میدان آمد و نقشی هر چند کوچک در مقام بی‌نظیر کایزرسلاترن یعنی فتح بوندسلیگا بلافاصله پس از بالا آمدن از دستهٔ پایین‌تر، بازی کرد. در فصل بعدی بالاک از بازیکنان اصلی تیم شد و در ۳۰ بازی به میدان آمد و چهار گل به ثمر رساند. کایزرسلاترن در آن فصل تا یک چهارم نهایی جام باشگاه‌های اروپا بالا رفت و در آن‌جا توسط بایرن مونیخ حذف شد.
در ۱ ژوئیه ۱۹۹۹ دو ماه بعد از اولین بازی بالاک در تیم ملی بزرگسالان، او در سن ۲۲ سالگی به بایر لورکوزن. هنوز یک سال از قرارداد او با کایزرسلاوترن باقی‌مانده بود و به همین علت بایر لورکوزن مجبور به پرداخت ۸ میلیون مارک آلمان (نزدیک ۵ میلیون یورو) برای انتقال او شد.

#### بایر لورکوزن
بالاک در بایر لورکوزن به خوبی درخشید. این آغاز درخشش جدی او بود. مربیان او در این تیم کریستوفر دام و کلاس تاپ‌مولر بودند. او در این تیم هافبک تهاجمی بود و جلوی کارستن راملو بازی می‌کرد.
او جمعاً سه فصل برای بایر لورکوزن بازی کرد و ۲۷ گل در بوندس لیگا و ۹ گل در اروپا به ثمر رساند.
در سال ۲۰۰۰ بایر لورکوزن تنها به یک تساوی مقابل اونترهاخینگ نیاز داشت تا برای اولین بار در تاریخ فاتح بوندسلیگا شود اما با گل به خودی بالاک، آن‌ها شکست خوردند تا باز هم بایرن مونیخ قهرمان شود.
با این حال بالاک در بایر لورکوزن به یکی از بهترین هافبک‌های اروپا بدل شد. آخرین فصل او در بایر لورکوزن فصل ۲۰۰۱/۰۲ بود که فصلی به یاد ماندنی به‌شمار می‌آید. او در این سال با لورکوزن مقام نایب قهرمانی بوندسلیگا، جام باشگاه‌های اروپا و جام حذفی آلمان را کسب کرد. چهار بازیکن بایر لورکوزن در آن سال در تیم ملی فوتبال آلمان بودند و نایب قهرمان جهان شدند. بالاک در آخرین فصل خود ۱۷ گل به ثمر رساند و بازی‌های خوبش باعث شد به عنوان بازیکن سال آلمان انتخاب شود.

#### بایرن مونیخ

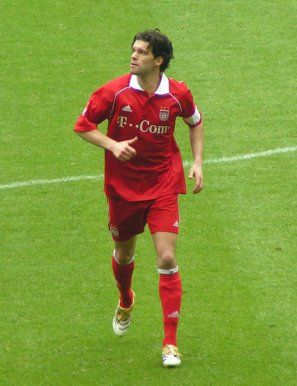
بالاک در بایرن مونیخ

در سال ۲۰۰۲ بالاک با قراردادی به ارزش نزدیک ۱۳ میلیون یورو به بایرن مونیخ پیوست. بایرن مونیخ با سیستمی دفاعی تر بازی می‌کرد و بالاک باید با آن تطبیق می‌یافت اما به هرحال او در فصل اول ده گل در قهرمانی بایرن مونیخ در بوندسلیگا به ثمر رساند. همچنین در فینال جام حذفی آلمان به میدان آمد و دو گل به کایزرسلاترن زد تا بایرن ۳–۱ پیروز شود و به قهرمانی برسد.
در سال بعد بالاک بازهم درخشید و با مربی جدید، فلیکس ماگات، نیز رابطه خوبی داشت.
می‌توان گفت دوره ای که او در بایرن بازی می‌کرد یکی از درخشان‌ترین دوره‌های میشائل در زمان بازیگری اش بود.
بالاک جمعاً چهار فصل برای بایرنی‌ها بازی کرد و سه بار قهرمان بوندسلیگا و سه بار قهرمان جام حذفی آلمان شد و جمعاً در ۱۳۵ بازی به میدان آمد و ۴۷ گل به ثمر رساند. این مجموع گل‌های داخلی بالاک از ۱۹۹۸ تا ۲۰۰۵ را به ۶۱ می‌رساند.

#### چلسی

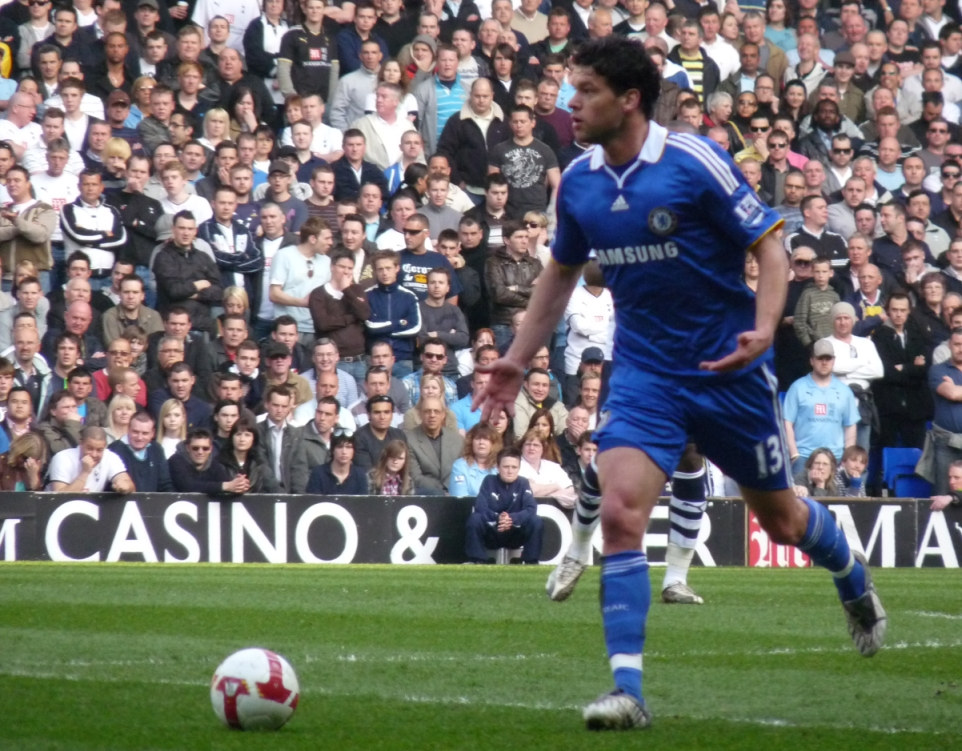
بالاک در چلسی

بالاک در فصل آخر خود در بایرن از چلسی، فیورنتینا، رئال مادرید، اینترمیلان، بارسلونا ٬منچستر یونایتد، آث میلان پیشنهادهایی دریافت کرد و نهایتاً در ۱۵ مه ۲۰۰۶ با قراردادی سه ساله به چلسی پیوست.
مورینیو دربارهٔ او گفته‌است: «برای من او از بهترین بازیکنان جهان است. بسیار باهوش است، از نظر تاکتیکی بسیار قوی است و گل‌های بسیاری به ثمر می‌رساند. برای من در اروپا تنها فرانک لمپارد در این سطح بازی می‌کند. این دو زوجی رؤیایی را تشکیل خواهند داد.»
وی در ۴ سال حضور خود در باشگاه چلسی توانست یک قهرمانی در لیگ برتر انگلیس، ۳ قهرمانی در جام حذفی فوتبال انگلیس و یک نایب قهرمانی در جام باشگاه‌های اروپا را جشن بگیرد.
بالاک در ۱۰۵ بازی که با پیراهن چلسی به میدان رفته‌است ۱۷ گل به ثمر رسانده‌است.

#### بایر لورکوزن
او در فصل نقل و انتقالات سال ۲۰۱۰ به تیم سابق خود یعنی بایر لورکوزن پیوست. بالاک دومین گل دوران بازیگری خود در مسابقات لیگ اروپا را با پیراهن لورکوزن در مقابل متالیست خارکوف به ثمر رساند. بعد از پیوستن او به لورکوزن شایعاتی در رابطه با جدا شدن ستارهٔ به یاد ماندنی آلمان از تیم محبوبش به گوش رسید که تکذیب شده و وی تا سال ۲۰۱۲ برای این تیم بازی کرد.

#### بازنشستگی
علیرغم مذاکراتی که بالاک پس از جدایی از لورکوزن با تیم وسترن سیدنی واندررز جهت حضور در لیگ استرالیا داشت، وی در ۲ اکتبر ۲۰۱۲ (۱۱ مهر ۱۳۹۱) بازنشستگی خود را اعلام کرد.